# Liga Leumit 1954-1955
La Liga Leumit 1954-1955 è stata la 15ª edizione della massima serie del campionato israeliano di calcio, la prima con la denominazione "Liga Leumit".
Il torneo fu disputato da quattordici squadre e venne vinto, per la prima volta nella propria storia, dall'Hapoel Petah Tiqwa, che interruppe la serie vittoriosa del Maccabi Tel Aviv.
La formula prevedeva un girone all'italiana con partite di andata e ritorno. Per ogni vittoria si assegnavano due punti e per il pareggio un punto.
Poiché era stato deciso che dall'edizione seguente il numero delle squadre partecipanti alla massima serie sarebbe tornato a dodici, fu prevista la diretta retrocessione in Liga Alef delle ultime due classificate. L'undicesima e la dodicesima classificata avrebbero, invece, disputato un torneo di play-off/play-out, con partite di sola andata, contro le prime due della Liga Alef 1954-1955: le prime due classificate di detto torneo avrebbero conquistato un posto nella Liga Leumit 1955-1956.
Capocannoniere del torneo fu Nisim Elmaliah, del Beitar Tel Aviv, con 30 goal (record di sempre in una stagione disputata con un solo torneo di andata e di ritorno).

## Squadre partecipanti
| Club                | Città       |
| ------------------- | ----------- |
| Beitar Gerusalemme  | Gerusalemme |
| Beitar Tel Aviv     | Tel Aviv    |
| Hapoel Balfouria    | Balfouria   |
| Hapoel Hadera       | Hadera      |
| Hapoel Haifa        | Haifa       |
| Hapoel Kfar Saba    | Kfar Saba   |
| Hapoel Petah Tiqwa  | Petah Tiqwa |
| Hapoel Ramat Gan    | Ramat Gan   |
| Hapoel Tel Aviv     | Tel Aviv    |
| Maccabi Haifa       | Haifa       |
| Maccabi Netanya     | Netanya     |
| Maccabi Petah Tiqwa | Petah Tiqwa |
| Maccabi Rehovot     | Rehovot     |
| Maccabi Tel Aviv    | Tel Aviv    |

## Classifica finale
|                     | Pos. | Squadra             | Pt | G  | V  | N | P  | GF | GS  | DR  |
| ------------------- | ---- | ------------------- | -- | -- | -- | - | -- | -- | --- | --- |
| Campione di Israele | 1.   | Hapoel Petah Tiqwa  | 40 | 26 | 18 | 4 | 4  | 68 | 23  | +45 |
|                     | 2.   | Maccabi Tel Aviv    | 38 | 26 | 17 | 4 | 5  | 84 | 28  | +56 |
|                     | 3.   | Hapoel Tel Aviv     | 33 | 26 | 12 | 9 | 5  | 49 | 23  | +26 |
|                     | 4.   | Maccabi Netanya     | 33 | 26 | 13 | 7 | 6  | 54 | 43  | +11 |
|                     | 5.   | Beitar Tel Aviv     | 29 | 26 | 12 | 5 | 9  | 64 | 47  | +17 |
|                     | 6.   | Maccabi Haifa       | 28 | 26 | 11 | 6 | 9  | 54 | 41  | +13 |
|                     | 7.   | Maccabi Petah Tiqwa | 27 | 26 | 10 | 7 | 9  | 37 | 41  | -4  |
|                     | 8.   | Maccabi Rehovot     | 26 | 26 | 11 | 4 | 11 | 49 | 48  | +1  |
|                     | 9.   | Hapoel Haifa        | 24 | 26 | 9  | 6 | 11 | 40 | 55  | -15 |
|                     | 10.  | Hapoel Ramat Gan    | 23 | 26 | 10 | 3 | 13 | 35 | 41  | -6  |
|                     | 11.  | Beitar Gerusalemme  | 21 | 26 | 8  | 5 | 13 | 37 | 59  | -22 |
|                     | 12.  | Hapoel Kfar Saba    | 18 | 26 | 6  | 6 | 14 | 38 | 46  | -8  |
|                     | 13.  | Hapoel Hadera       | 16 | 26 | 7  | 2 | 17 | 36 | 53  | -17 |
|                     | 14.  | Hapoel Balfouria    | 8  | 26 | 3  | 2 | 21 | 32 | 129 | -97 |

## Torneo di play-off/play-out
|  | Pos. | Squadra            | Pt | G | V | N | P | GF | GS | DR |
|  | ---- | ------------------ | -- | - | - | - | - | -- | -- | -- |
|  | 1.   | Maccabi Giaffa     | 5  | 3 | 2 | 1 | 0 | 8  | 2  | +6 |
|  | 2.   | Hapoel Kfar Saba   | 4  | 3 | 1 | 2 | 0 | 5  | 3  | +2 |
|  | 3.   | Hapoel Kiryat Haim | 3  | 3 | 1 | 1 | 1 | 5  | 7  | -2 |
|  | 4.   | Beitar Gerusalemme | 0  | 3 | 0 | 0 | 3 | 3  | 9  | -6 |

Legenda:

      Partecipano alla Liga Leumit 1955-1956

      Partecipano alla Liga Alef 1955-1956

## Verdetti
- Hapoel Petah Tiqwa campione di Israele 1954-1955
- Beitar Gerusalemme, Hapoel Hadera e Hapoel Balfouria retrocessi in Liga Alef 1955-1956
- Maccabi Giaffa promosso in Liga Leumit 1955-1956